# Justyna Łukasik
Justyna Łukasik est une joueuse polonaise de volley-ball, née le 27 janvier 1993 à Gdańsk. Elle mesure 1,87 m et joue au poste de centrale. Elle totalise 4 sélections en équipe de Pologne.

## Clubs
| Club                   | De        | À         |
| ---------------------- | --------- | --------- |
| Gedania Gdańsk         | 2007-2008 | 2011-2012 |
| Trefl Sopot            | 2012-2013 | 2016-2017 |
| Trefl Proxima Cracovie | 2017-2018 | 2017-2018 |
| Chemik Police          | 2018-2019 | 2018-2019 |
| Legionovia Legionowo   | 2019-2020 | 2019-2020 |
| MKS Kalisz             | 2021-2022 | 2021-2022 |
| Radomka Radom          | 2022-2023 | ...       |

## Palmarès
- Coupe de la CEV
  - Finaliste : 2015.
- Championnat de Pologne
  - Vainqueur : 2013.
  - Finaliste : 2015, 2016.
- Coupe de Pologne
  - Vainqueur : 2015.
  - Finaliste : 2013, 2016.
- Supercoupe de Pologne
  - Finaliste : 2013, 2015.

- Championnat de France :
  - Finaliste en 2024.